# 孤松资本
孤松资本（英語：Lone Pine Capital）是一家美国对冲基金和投资管理公司。

## 历史
1997年斯蒂芬·曼德尔离开老虎基金，在美国格林尼治 (康涅狄格州)创建自己对冲基金。截至2019年6月旗下拥有88亿美元资产。